# Nicole Wray
Nicole Monique Wray  también conocida como Lady Wray, es una cantante y compositora estadounidense.  Su sencillo debut de 1998 "Make It Hot" fue certificado como oro.

## Primeros años
Nicole Monique Wray nació el 2 de mayo de 1979 en Salinas, California, hija de Debra Wray  y Kenneth Wray. Su hermano mayor, Kenny Wray, también es cantante y tiene una hermana menor, Myrtis Wray. A una edad temprana se mudó a Portsmouth, Virginia. Se convirtió en una de las vocalistas principales  del coro de su iglesia,  también participó en desfiles de moda locales. Durante su adolescencia, Wray conoció a la entonces prometedora rapera Missy Elliott, que estaba buscando una cantante para firmar con su propio sello discográfico The Goldmind Inc. Wray impresionó a Elliott interpretando la canción " Weak " de SWV y se convirtió en el primer artista de grabación en el sello de Elliott, además de asegurar un acuerdo de distribución con Elektra Records.

## Carrera

### 1997–2002:Make It Hoty se separa de The Goldmind Inc. /Elektra
En 1997 apareció como vocalista  en la canción "Gettaway" del primer álbum de Missy Elliott, Supa Dupa Fly. En junio de 1998, Wray lanzó su primer sencillo " Make It Hot ". El sencillo alcanzó su punto máximo entre los cinco primeros en Billboard 's Hot 100,  y recibió el estatus de oro certificado dentro de las seis semanas posteriores a su lanzamiento con un total de más de 700 000 copias vendidas.
En 1998 lanzó su primer álbum Make It Hot. El álbum logró un éxito moderado, alcanzando el puesto cuarenta y dos en Billboard Top 200 Albums y noventa y uno en la lista de álbumes del Reino Unido. Tras la publicación del álbum, Wray realizó una gira como telonero y corista de la gira de conciertos de Elliott. Los sencillos de seguimiento del álbum "I Can't See" y "Eyes Better Not Wander" no se cruzaron y este último solo alcanzó el puesto setenta y uno en la lista Hot R & B / Hip-Hop Songs en 1999. En septiembre de 1999, Missy Elliott lanzó su sencillo " All n My Grill ", que contó con Wray, Big Boi y MC Solaar. El sencillo logró el éxito en los mercados europeos e incluso obtuvo una certificación de oro por parte del SNEP.
En el 2000 comenzó a grabar su segundo álbum titulado Elektric Blue. En julio de 2001, lanzó el sencillo "I'm Lookin'", que estaba previsto que fuera el sencillo principal. Tras el rendimiento moderado del sencillo en la lista de R&B, el álbum Elektric Blue fue objeto de varias fechas pospuestas y finalmente se archivó cuando Wray decidió dejar The Goldmind Inc y Elektra Records en 2001. En 2002, el dúo de gospel Pam & Dodi lanzó "Don't Have To", una canción de gospel y pop escrita por Wray. La canción apareció como el sencillo principal del álbum homónimo del dúo.

### 2003-2011:hijo amoroso
En  2003 lanzó un sencillo "Welcome Home" con el rapero Ol' Dirty Bastard.  Más tarde ese año, Wray consiguió un contrato de grabación con Roc-A-Fella Records. En noviembre de 2004, Wray publicó un sencillo "If I Was Your Girlfriend", originalmente planeado para ser el sencillo principal de su próximo álbum Lovechild. El sencillo pasó veinte semanas en la lista de R&B, pero finalmente alcanzó el puesto cincuenta y siete.  Más tarde ese año, Wray experimentó un breve cambio de lista de Roc-A Fella a Def Jam Records y, en última instancia, a Dame Dash Music Group. El álbum Lovechild estaba programado para ser lanzado en abril de 2005, pero se archivó después de que Dame Dash Music Group desapareciera. Durante su tiempo en Dame Dash Music Group, Wray hizo un cameo en la película State Property 2.
En 2005,  Wray y Mike Jones lanzaron "Still Tippin' (It's a Man's World) (Remix)" como banda sonora de la película dramática estadounidense Hustle & Flow. Todavía manteniendo su relación laboral con Damon Dash, Wray actuó en el álbum de fusión de rock y hip-hop de The Black Keys titulado Blakroc, lanzado en noviembre de 2009.  Luego, Wray se alistó para agregar su voz de fondo en el álbum de The Black Keys, Brothers, que se publicó en mayo de 2010. En junio de 2010, Wray lanzó Boss Chick, que incluía música inédita de años anteriores. Del álbum se publicó un sencillo titulado "I Like It". En 2011, Wray y 7 Aurelius lanzaron un álbum recopilatorio Dream Factory Sessions que incluía canciones inéditas grabadas en 2004.

### 2012-2014:Ladyy Truth & Soul Records
En 2012 formó un dúo de retro-soul llamado Lady con Terri Walker, una cantante que conoció en 2009. Lady se convirtió en la vocalista de fondo del cantante de soul estadounidense Lee Fields durante su gira Lee Fields and The Expressions Tour en 2012. Durante la gira, Lady grabó su álbum homónimo y lo lanzó en marzo de 2013 en Truth and Soul Records. El álbum generó tres sencillos: "Money", "Get Ready" y "Good Lovin'". Fuertemente influenciado por la música soul de las décadas de 1960 y 1970, el álbum fue un éxito y permitió que el dúo encabezara su propia gira de conciertos. Durante su gira, Walker se apartó del acto musical para seguir su carrera en solitario. Wray renombró el acto musical como "Lady, the Band" y continuó con la incorporación de dos cantantes de fondo para la conclusión de la gira. Después de que la lista se mudara de Truth and Soul Records a Big Crown Records, Wray adoptó el nombre artístico de Lady Wray.

### 2016-presente:Queen AloneyPiece of Me
En 2016 lanzó "Do It Again", el sencillo de su segundo álbum Queen Alone. En julio de 2016, lanzó el segundo sencillo "Guilty", una canción inspirada en el encarcelamiento de su hermano.  En septiembre de 2016, Wray publicó su segundo álbum Queen Alone en Big Crown Records. El álbum retuvo un sonido retro-soul similar al de su proyecto anterior con Lady. Wray continuó promocionando el álbum con la edición de los sencillos "Smiling" y "Underneath My Feet".
En 2019  lanzó dos sencillos: "Piece of Me" y "Come On In".  Al año siguiente, lanzó "Tormentas".  A mediados de 2021, lanzó "Games People Play". Ese mismo año lanzó: "Under the Sun" y "Through It All". Su tercer álbum en solitario Piece of Me fue lanzado el 28 de enero de 2022. 

## Vida personal
En 2018 dio a luz a su hija Melody Bacote. En abril de 2020 se casó con el músico Dante Bacote.

## Discografía
- Hazlo caliente (1998)
- Reina sola (2016)
- Pedazo de mí (2022)

## Filmografía
Película (s)
- Propiedad estatal 2 (2005)[34]

Televisión
- Los hermanos Wayans (1998)[35]